# تاماس لورينز
تاماس لورينز (مواليد 20 ديسمبر 1986) هو لاعب مصارعة يونانية رومانية مجري، فاز بالميدالية الذهبية في وزن 77 كج في أولمبياد 2020.

## وصلات خارجية
- تاماس لورينز على موقع قاعدة بيانات المصارعة الدولية (الإنجليزية)
- تاماس لورينز على موقع اللجنة الأولمبية الدولية (الإنجليزية)
- تاماس لورينز على موقع أوليمبيديا (الإنجليزية)
- تاماس لورينز على موقع اللجنة الأولمبية المجرية (الهنغارية)